# (5334) Mishima
(5334) Mishima (1991 CF) – planetoida z pasa głównego asteroid okrążająca Słońce w ciągu 3,41 lat w średniej odległości 2,27 j.a. Odkryta 8 lutego 1991 roku.